# Liste des souverains de Guastalla
La seigneurie de Guastalla est toujours restée, depuis sa création, sous la souveraineté de la Maison Gonzague, en l'occurrence la  lignée dite de Guastalla.
À l'instar de son oncle Jean qui s'est constitué sa propre seigneurie en acquérant de l'empereur Maximilien Ier les terres qui vont lui permettre de devenir seigneur de Vescovato, Ferdinand, troisième fils de François II de Mantoue achète la seigneurie de Guastalla en 1539 et en devient comte en 1541.
De 1628 à 1631, un conflit s'ouvrira entre Ferdinand II et Charles III de Nevers de la branche dite Gonzague-Nevers à l'occasion de la guerre de succession de Mantoue consécutive au décès de Vincent II de Mantoue.
En 1692, une solution de continuité dans la succession intervint lors de la souveraineté d'Anne Isabelle : bien que son époux Charles III Ferdinand soit lui-même duc de Mantoue et qu'il exerçât sa tutelle sur le duché de Guastalla, l'empereur Léopold Ier déclara la succession illégitime et concéda le fief à son cousin et beau-frère Vincent.
En 1746, Joseph Marie de Gonzague-Guastalla, né idiot et ayant régné sous la tutelle de son ministre Spilimbergo puis de son épouse, décèdera sans descendance. Le duché, comme ceux de Guastalla et Bozzolo, seront alors rattachés à ceux de Parme et Plaisance entre les mains de Philippe de Bourbon-Parme.

## Les comtes de Guastalla
- 1539-1557 : Ferdinand Ier (1507-1557)

épouse 1529 Isabelle de Capoue
- 1557-1575 : César Ier (1530-1575), fils des précédents

épouse en 1560 Camilla Borromeo
- 1575-1621 : Ferdinand II (1563-1630), fils des précédents

## Les ducs de Guastalla
- 1621-1630 : Ferdinand II d°

épouse en 1587 Vittoria Doria
- 1630-1632 : César II (1592-1632), fils des précédents

épouse en 1612 Isabella Orsini
- 1632-1678 : Ferdinand III (1618-1678), fils des précédents

épouse en 1647 Marguerite d'Este, sans descendance masculine
- 1678-1692 : Anne Isabelle (1655-1703), fille des précédents

épouse en 1670 Charles III Ferdinand de Mantoue
- 1692-1714 : Vincent Ier (1634-1714), cousin de la précédente

épouse en premières noces Porzia Guidi de Bagno et Montebello
épouse en deuxièmes noces en 1679 Marie Victoire
- 1714-1729 : Antoine Ferdinand (1687-1729), fils du précédent et de Marie Victoire

épouse en 1727 Teodora de Hesse-Darmstadt
- 1729-1746 : Joseph Marie (1690-1746), frère du précédent

épouse en 1731 Éléonore, duchesse de Schleswig-Holstein-Sondenbourg, sans descendance

## Arbre de succession des souverains de Guastalla
```
Ferdinand 
I
er
, comte
│
└─>
César 
I
er
, comte
   │
   └─>
Ferdinand II
, comte puis duc
      │
      └─>
César II
, duc
         │
         ├─>
Ferdinand III
, duc
         │  │
         │  └─>
Anne Isabelle
, duchesse
         │
         └─>
Andrea de Guastalla (non régnant)
 
            │
            └─>
Vincent 
I
er
 de Guastalla
, duc
               │
               ├─>
Antoine Ferdinand
, duc
               │
               └─>
Joseph Marie
, duc
```

## Pauline BonaparteetCamille Borghèse
- Ducs de Guastalla (30 mars 1806).